# Kesten
Kesten este o comună (Ortsgemeinde) în comitatul (Landkreis) Bernkastel-Wittlich, din landul Renania-Palatinat, Germania.

## Galerie

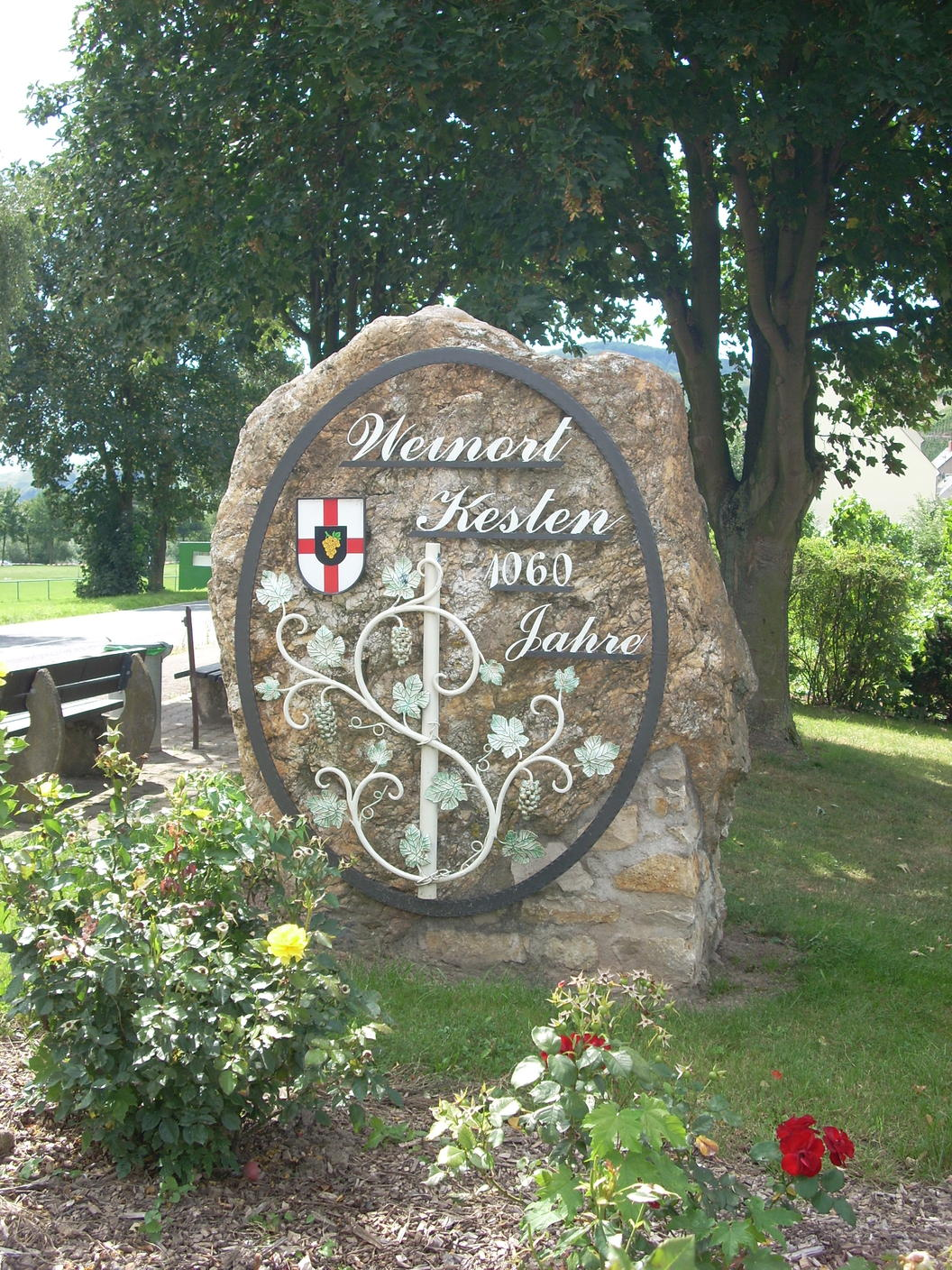
Intrarea în Kestesten
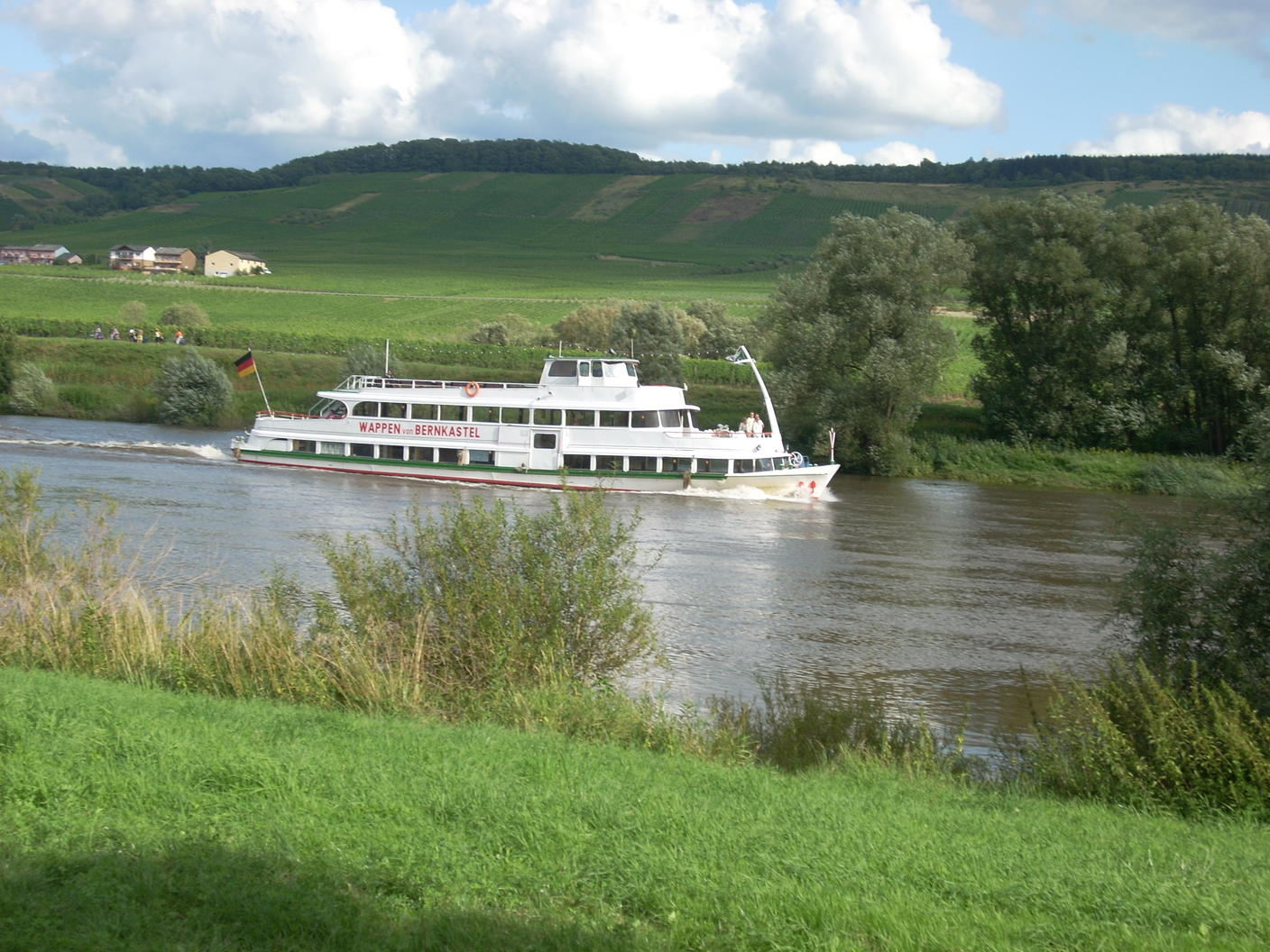
Râul Mosela în Kesten

1. ↑  Alle politisch selbständigen Gemeinden mit ausgewählten Merkmalen am 31.12.2018 (4. Quartal) (în germană), Statistisches Bundesamt[*], arhivat din original la 10 martie 2019, accesat în 10 martie 2019